# Chiesa di San Martino di Giove in Canale
La chiesa di San Martino di Iove  è situata a circa 850 metri di altitudine in località Canale, a pochi chilometri ad est di Pietrafitta, nella Calabria cosentina.

## Storia
L'edificio fu rovinato dal disastroso terremoto del 1184.
Nel 1198 i florensi cominciarono ad acquisire dei territori in località Canale e nel 1200 Andrea, arcivescovo di Cosenza, concesse loro anche la chiesa in stato di rovina. Il 30 marzo del 1201 vi morì l'abate Gioacchino da Fiore e ivi fu seppellito rimanendoci fino al 1224. Nel 1593 l'abate cistercense Panunzio, durante l'esecuzione di lavori di restauro, trovò all'esterno della chiesa il sepolcro di Ubertino D'Otranto, abate florense morto nel 1273, latore di una profezia. La chiesa e il tenimento nel 1570 passò ai cistercensi della congregazione calabro-lucana che la trasformarono in grancia che, non si sa come, nel 1765 passo in mano alla famiglia De Martino di Napoli e poi ai Marini Serra di Dipignano. Queste famiglie stravolsero la chiesa modificandola a casa di campagna. L'edificio a causa dei terremoti e dell'incuria degli uomini andò in decadenza rasentando il crollo totale.
Nel 2014 l'amministrazione comunale di Pietrafitta, presieduta dal sindaco Antonio Muto, l'acquisì al fine di recuperarla, utilizzando i fondi Pisl Regione Calabria. Il Comune d'intesa con la Soprintendenza della Calabria hanno impegnato uomini e risorse per l'esecuzione dei restauri.
Il resoconto dell'attività compiuta è stato oggetto di una pubblicazione scientifica (P. Lopetrone, San Martino di Giove a Canale di Pietrafitta, Tomba dell'abate Gioacchino da Fiore-Restauri 2014-2015)

## Architettura
Il complesso monastico è un raro esempio di architettura altomedioevale calabrese concepita e fondata nell'ultimo periodo di invasione dei Longobardi. Essa fu la casa di Sant'Ilarione e di altri 28 monaci calabrogreci, prima che questi nel 998 si trasferissero nel Sannio per evangelizzare l'Abruzzo, dove fondarono diversi centri abitati tra cui Guardiiagrele, Palena, Casoli, Francavilla a mare.